# Sân bay Gaya
Sân bay Gaya, cũng gọi là Sân bay Bodhgaya, (IATA: GAY, ICAO: VEGY) là một sân bay ở Gaya, Bihar, Ấn Độ. Sân bay này nằm ở độ cao 116 m, có một đường băng dài 2286 m rải nhựa đường.

## Các hãng hàng không và các tuyến điểm

### Nội địa
- Indian Airlines (Kolkata)
- Thai Airways International (Varanasi)

### Quốc tế
- Indian Airlines (Bangkok-Suvarnabhumi)
- Drukair (Bangkok-Suvarnabhumi, Paro)
- Thai Airways International (Bangkok-Suvarnabhumi)